# فینال جام در جام اروپا ۱۹۶۵
فینال جام در جام اروپا ۱۹۶۵، رقابت پایانی جام در جام اروپا در سال ۱۹۶۵ میلادی است که مابین دو تیم باشگاه فوتبال وستهام یونایتد و مونیخ ۱۸۶۰ برگزار شده‌است.
این مسابقه که در تاریخ ۱۹ مه ۱۹۶۵ انجام شده‌است با نتیجه ۲ بر ۰ به سود تیم باشگاه فوتبال وستهام یونایتد به پایان رسید.